# عودية (علم الحاسوب)

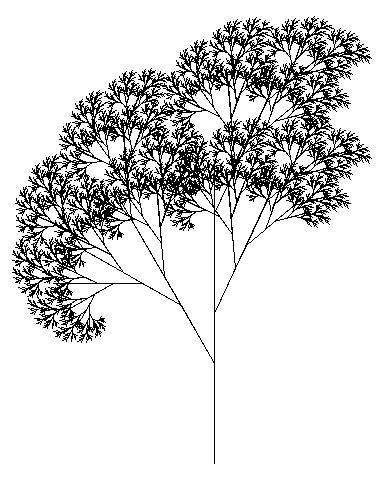
شجرة صنعت باستخدام لغة لوجو وبالاعتماد بشكل كبير على الاستدعاء الذاتي.

العودية أو الاستدعاء الذاتي في علم الحاسوب هو طريقة التي فيها الحل لمسألة ما يعتمد على حلول مسائل أصغر من نفس النوع.

بالإمكان تطبيق هذا النهج على أنواع عديدة من المسائل، وهو واحد من الأفكار المركزية بعلم الحاسوب.

تدعم أغلب لغات البرمجة الاستدعاء الذاتي عن طريق السماح لدالة أن تستدعي نفسها ضمن نص البرنامج نفسه. بعض لغات البرمجة الوظيفة لا تعرّف مبان تكرارية (looping constructs) ولكن تعتمد فقط على الاستدعاء الذاتي لتكرار تنفيذ كود معين. برهنت نظرية الحاسوبية أن اللغات التي تستخدم الاستدعاء الذاتي فقط معادلة رياضياً للغات الحتمية، بمعنى أنه باستطاعتهم حل أي نوع من المسائل دون الحاجة لمباني التحكم النموذجية مثل حلقات "while" أو "for".

## برامج الاستدعاء الذاتي

### دوال الاستدعاء الذاتي

#### العاملي
مثال تقليدي لدالة الاستدعاء الذاتي هي دالة تستخدم لحساب العاملي لعدد صحيح:
{\displaystyle \operatorname {fact} (n)={\begin{cases}1&{\mbox{if }}n=0\\n\cdot \operatorname {fact} (n-1)&{\mbox{if }}n>0\\\end{cases}}}
| Pseudocode |
| --- |
| function factorial is: input: integer n such that n >= 0 output: [n × (n-1) × (n-2) × … × 1] 1. if n is 0, return 1 2. otherwise, return [ n × factorial(n-1) ] end factorial |

بالإمكان كتابة الدالة كعلاقة تكرارية:
{\displaystyle b_{n}=nb_{n-1}}
{\displaystyle b_{0}=1}

#### فيبوناتشي
دالة رياضية معروفة أخرى هي دالة التي تحسب أعداد فيبوناتشي:
{\displaystyle \operatorname {fib} (n)={\begin{cases}0&{\mbox{if }}n=0\\1&{\mbox{if }}n=1\\\operatorname {fib} (n-1)+\operatorname {fib} (n-2)&{\mbox{if }}n>=2\\\end{cases}}}
| Pseudocode |
| --- |
| function fib is: input: integer n such that n >= 0 1. if n is 0, return 0 2. if n is 1, return 1 3. otherwise, return [ fib(n-1) + fib(n-2) ] end fib |

تطبيق باستخدام جافا:
```
    
/**

     * Recursively calculate the kth Fibonacci number.

     *

     * @param k indicates which (positive) Fibonacci number to compute.

     * @return the kth Fibonacci number.

     */

    
private
 
static
 
int
 
fib
(
int
 
k
)
 
{

	
// Base Cases:

        
//   If k == 0 then fib(k) = 0.

	
// If k == 1 then fib(k) = 1.

	
if
 
(
k
 
<
 
2
)
 
{

            
return
 
k
;

	
}

	
// Recursive Case:

	
// If k >= 2 then fib(k) = fib(k-1) + fib(k-2).

	
else
 
{

 
return
 
fib
(
k
-
1
)
 
+
 
fib
(
k
-
2
);

	
}

    
}

```

تطبيق باستخدام بايثون:
```
def
 
fib
(
n
):

    
if
 
n
 
<
 
2
:

        
return
 
n

    
else
:

        
return
 
fib
(
n
-
1
)
 
+
 
fib
(
n
-
2
)

```

باستخدام جافاسكربت:
```
function
 
fib
 
(
n
)
 
{

    
if
 
(
!
n
)
 
{

        
return
 
0
;

    
}
 
else
 
if
 
(
n
 
<=
 
2
)
 
{

        
return
 
1
;

    
}
 
else
 
{

        
return
 
fib
(
n
 
-
 
1
)
 
+
 
fib
(
n
 
-
 
2
);

    
}

}

```

باستخدام ليسب:
```
 
(
defun
 
fib
 
(
n
)

  
(
cond
 
((
=
 
n
 
0
)
 
0
)

        
((
=
 
n
 
1
)
 
1
)

        
(
t
 
(
+
 
(
fib
 
(
-
 
n
 
1
))

              
(
fib
 
(
-
 
n
 
2
))))))

```

باستخدام بيرل:
```
sub
 
fib
 
{

    
my
 
(
$n
)
 
=
 
@_
;

    
(
$n
 
<
 
2
)
 
?
 
$n
 
:
 
fib
(
$n
 
-
 
2
)
 
+
 
fib
(
$n
 
-
 
1
);

}

```

علاقة تكرارية للفيبوناتشي:
bn = bn-1 + bn-2
b1 == 1, b0 == 0

#### قاسم مشترك أكبر
دالة استدعاء ذاتي أخرى مشهورة هي خوارزمية أقليدس، تستخدم لحساب القاسم المشترك الأكبر لعددين صحيحين:
{\displaystyle \gcd(x,y)={\begin{cases}x&{\mbox{if }}y=0\\\gcd(y,\operatorname {remainder} (x,y))&{\mbox{if }}x\geq y{\mbox{ and }}y>0\\\end{cases}}}
| Pseudocode |
| --- |
| function gcd is: input: integer x, integer y such that x >= y and y >= 0 1. if y is 0, return x 2. otherwise, return [ gcd(y, (remainder of x/y)) ] end gcd |

علاقة تكرارية للقاسم المشترك الأكبر، بحيث أن {\displaystyle x\%y} يمثل الباقي من قسمة {\displaystyle x/y}:
{\displaystyle \gcd(x,y)=\gcd(y,x\%y)}
{\displaystyle \gcd(x,0)=x}

#### برج هانوي
للنقاش الكامل وشرح المسألة، راجع المقال التفصيلي. ببساطة احسب المسألة هكذا: بإعطاء ثلاثة أعمدة، واحد مع مجموعة من N أقراص بحجم متزايد، حدد العدد الأصغر من الخطوات لنقل جميع الأقراص من مكانهم البدائي إلى عمود آخر بدون وضع قرص ما فوق قرص أصغر منه.
{\displaystyle \operatorname {hanoi} (n)={\begin{cases}1&{\mbox{if }}n=1\\2\cdot \operatorname {hanoi} (n-1)+1&{\mbox{if }}n>1\\\end{cases}}}
علاقة تكرارية لبرج هانوي:
{\displaystyle h_{n}=2h_{n-1}+1}
{\displaystyle h_{1}=1}
| Pseudocode |
| --- |
| function hanoi is: input: integer n, such that n >= 1 1. if n is 1 then return 1 2. return [2 * [call hanoi(n-1)] + 1] end hanoi |

#### بحث ثنائي
خوارزمية البحث الثنائي هي طريقة للبحث في مصفوفة مرتبة عن عنصر واحد عن طريق تقسيم المصفوفة للنصف في كل مرور. الخدعة هي اختيار نقطة وسطية قريبة عن مركز المصفوفة، قارن القيمة في النقطة مع القيم المراد البحث عنها ومن ثم اتباع واحد من ثلاث الخيارات التالية: القيمة وجدت في النفطة الوسطية، قيمة النقطة الوسطية أكبر من القيمة المراد البحث عنها، أو أن قيمة النقطة الوسطية أصغير من القيمة المراد البحث عنها.
يتم استخدام الاستدعاء الذاتي لأن بكل مرور يتم إنشاء مصفوفة جديدة عن طريق تقسيم القديمة للنصف. ويتم استدعاء دالة البحث ذاتياً، هذه المرة على مصفوفة جديدة (وأصغر).
مثال لتطبيق البحث الثنائي باستخدام لغة سي:
```
 
/*

  Call binary_search with proper initial conditions.

  INPUT:

    data is an array of integers SORTED in ASCENDING order,

    toFind is the integer to search for,

    count is the total number of elements in the array

  OUTPUT:

    result of binary_search

 */

 
int
 
search
(
int
 
*
data
,
 
int
 
toFind
,
 
int
 
count
)

 
{

    
//  Start = 0 (beginning index)

    
//  End = count - 1 (top index)

    
return
 
binary_search
(
data
,
 
toFind
,
 
0
,
 
count
-1
);

 
}

 
/*

   Binary Search Algorithm.

   INPUT:

        data is a array of integers SORTED in ASCENDING order,

        toFind is the integer to search for,

        start is the minimum array index,

        end is the maximum array index

   OUTPUT:

        position of the integer toFind within array data,

        -1 if not found

 */

 
int
 
binary_search
(
int
 
*
data
,
 
int
 
toFind
,
 
int
 
start
,
 
int
 
end
)

 
{

    
//Get the midpoint.

    
int
 
mid
 
=
 
start
 
+
 
(
end
 
-
 
start
)
/
2
;
   
//Integer division

    
//Stop condition.

    
if
 
(
start
 
>
 
end
)

       
return
 
-1
;

    
else
 
if
 
(
data
[
mid
]
 
==
 
toFind
)
        
//Found?

       
return
 
mid
;

    
else
 
if
 
(
data
[
mid
]
 
>
 
toFind
)
         
//Data is greater than toFind, search lower half

       
return
 
binary_search
(
data
,
 
toFind
,
 
start
,
 
mid
-1
);

    
else
                                 
//Data is less than toFind, search upper half

       
return
 
binary_search
(
data
,
 
toFind
,
 
mid
+
1
,
 
end
);

 
}

```